# 陳振光
陳振光，臺北州羅東郡羅東街（今日宜蘭縣羅東鎮）人，臺灣日治時期宜蘭門閥士紳，陳輝煌之子。1894年陳輝煌去世后，1908年被推舉为「羅東福蘭社」第二任社長。
陳振光無子嗣，有三名养子：陳進東、陳進富、陳長庚。